# 도코로기역
도코로기역(일본어: 所木駅)은 일본 히로시마현 아키타카타시에 위치한 서일본 여객철도 산코 선의 철도역이다. 단선 승강장 1면 1선의 구조를 갖춘 지상역이었다.

## 역 주변
- 국도 제375호선
- 고노 강

## 역사
- 1956년 7월 10일 : 옆의 도코로기 역과 동시에, 산코미나미 선의 후나사 - 시키지키 간에 신설 개업.
- 1975년 8월 31일 : 이 역을 포함한 고쓰 - 미요시 간이 전체개통했기 때문에 산코미나미 선이 산코 선의 일부가 되어, 이 역도 그 소속으로 함.
- 1987년 4월 1일 : 일본국유철도 분할 민영화에 의해, 서일본 여객철도가 승계.
- 2018년 4월 1일 : 산코 선의 폐선에 따라 역의 영업 업무 종료.

## 인접 역
| 서일본 여객철도 산코 선 | 서일본 여객철도 산코 선 | 서일본 여객철도 산코 선 |
| ----------------------- | ----------------------- | ----------------------- |
| 노부키 고쓰 방면        | ■ 산코 선               | 후나사 미요시 방면      |